# El Quiché
El Departament d'El Quiché es troba a la regió Sud-Occidentental de Guatemala. Limita al nord amb Mèxic; amb Chimaltenango i Sololá; a l'est amb els departaments d'Alta Verapaz i Baja Verapaz; i a l'oest amb els departaments de Totonicapán i Huehuetenango. La capçalera departamental és Santa Cruz del Quiché.

## Divisió Administrativa
El departament de El Quiché l'integren 21 municipis:
1. Canillá
2. Chajul
3. Chicamán
4. Chiché
5. Chichicastenango
6. Chinique
7. Cunén
8. Ixcán
9. Joyabaj
10. Nebaj
11. Pachalum
12. Patzité
13. Sacapulas
14. San Andrés Sajcabajá
15. San Antonio Ilotenango
16. San Bartolomé Jocotenango
17. San Juan Cotzal
18. San Pedro Jocopilas
19. Santa Cruz del Quiché
20. Uspantán
21. Zacualpa

## Història
Segons fra Francisco Ximénez (segle XVII-XVIII), la paraula quiché significa ‘bosc, selva, molts arbres'. Es compon de les veus ki: ‘quants'; che: ‘arbres', que va produir també la paraula quiché kechelau, que significa ‘bosc’.
El territori va ser habitat pel gran Regne quitxé, la capital del qual i principal ciutat, Gumarcaj (*Utatlán), estava situada prop de l'actual capçalera departamental.
Les cròniques indígenes indiquen que quan la població va créixer va caldre assentar noves poblacions en el lloc denominat Chi-Quix-Ché.
Durant el període colonial, Quiché formava part de les províncies de Totonicapán o Huehuetenango i de Sololá o Atitlán. L'article 2n del decret 63 de l'Assemblea Constituent de l'Estat de Guatemala, promulgat el 27 d'octubre de 1825, va concedir el títol i denominació de vila a la capçalera. Per acord governatiu del 26 de novembre de 1924 s'eleva a la categoria de ciutat a aquesta població.
Una cosa que cal destacar, és que el rector de Santo Tomás Chichicastenango, el pare Francisco Ximénez, quan va arribar a aquest lloc en 1688, va recollir i va transcriure, a principis del segle xviii, el màxim text de la literatura indígena: el Popol Vuh, el llibre sagrat dels quitxés, conegut també com a Manuscrit de Chichicastenango.
La violència que va assotar a Guatemala entre 1960 i 1996, va afectar especialment als poblats del Triangle Ixil, Ixcán i Playa Grande, així com tota la regió del Quiché.